# ديفيد جاي بيرك
ديفيد جاي بيرك (بالإنجليزية: David J. Burke)‏ هو كاتب سيناريو ومخرج أمريكي، ولد في 8 نوفمبر 1948 في رالي في الولايات المتحدة.

## وصلات خارجية
- ديفيد جاي بيرك على موقع IMDb (الإنجليزية)
- ديفيد جاي بيرك على موقع ألو سيني (الفرنسية)
- ديفيد جاي بيرك على موقع أول موفي (الإنجليزية)
- ديفيد جاي بيرك على موقع قاعدة بيانات الأفلام السويدية (السويدية)
- ديفيد جاي بيرك على موقع قاعدة بيانات الفيلم (الإنجليزية)
- ديفيد جاي بيرك على موقع كينوبويسك (الروسية)